# Philip Abas
Philip Robert Abas (seltener Abbas; * 20. Januar 1886 in Amsterdam, Niederlande; † 10. September 1945 in Colorado Springs) war ein niederländischer Cellist, Gambist und Musikpädagoge.

## Leben

### Herkunft und Familie
Philip Abas kam 1886 in Amsterdam als sechstes von sieben Kindern des Diamantschneiders Meijer Abraham Abas (1855–1921) und dessen Frau Rachel Salomon Rodrigues de Miranda (1856–1937) zur Welt. Am 16. April 1908 heiratete er in Brighton die drei Jahre jüngere Engländerin Beatrice Eleanor Sanderson, Tochter eins Kerzenziehers. Die erste Tochter Isobel Rodrigues Abas wurde 1909 geboren, gefolgt 1912 von Beatrice Frances Abas.
Im September 1914 reiste die Familie an Bord der Olympic von Liverpool nach New York, da Abas dort eine Reihe von Auftritten bevorstand. Während dieses Aufenthalts wurde Abas' Frau zum dritten Mal schwanger. Da sie das Kind im Kreis ihrer Familie in England zur Welt bringen wollte, ging sie zusammen mit den beiden Töchtern am 1. Mai 1915 in New York an Bord des britischen Ozeandampfers Lusitania, der eine Woche später in Liverpool einlaufen sollte. Am 7. Mai wurde das Schiff jedoch von einem deutschen U-Boot versenkt. 1200 Menschen kamen ums Leben, darunter Beatrice Abas und die beiden Kinder.
Abas heiratete noch im gleichen Jahr in zweiter Ehe Janet Thomson Levens, mit der er sich in Detroit (Michigan) niederließ. Der gemeinsame Sohn, Philip Robert Abas, wurde 1918 in New York geboren.

### 1886 bis 1916 Ausbildung, erste Konzertreisen und Zeit in europäischen Orchestern
Philip Abas studierte am Konservatorium in Amsterdam bei Isaäc Mossel (1870–1923) und wurde dort graduiert.  Mit 17 Jahren war er Solocellist in Aachen. Darauf lebte er in London. Hier gab er diverse Konzerte, wie 1904 in der Queen’s Hall und im Juni 1906 in der Steinway Hall in London, bei welchem er die Rokoko-Variationen A-Dur op. 33 von Tschaikowski vortrug. Unter anderem spielte er mit dem Dirigenten Henry Wood. 1907 war Abas erster Cellist im Brighton Municipal Orchestra. Von Oktober 1907 bis Mai 1908 machte er eine erste Konzertreise durch Kanada und die Vereinigten Staaten. In den nächsten drei Jahren wirkte er als erster Cellist in den Orchestern von Nizza, Aix-les-Baines und Biarritz. In dieser Zeit  konzertierte er mit Vincent d’Indy. Ab 1913 hielt er sich in Bournemouth auf. Bis 1916 war er Mitglied der Bournemouth Winter Garden Symphony. Abas gab bis August 1916 noch Konzerte in England, so am 2. August 1916 im Devonshire Park Theatre in Eastbourne. Daraufhin emigrierte er in die Vereinigten Staaten.

### 1916  bis 1926 erste Jahre als Orchestermusiker und Solist in den USA
In der Saison 1916/1917 war Abas Cellist am ersten Pult des Philadelphia Orchestras, Im September 1918 wurde er als neues Mitglied des Boston Symphony Orchestra vorgestellt. Im Dezember 1918 erhielt er diese Funktion auch beim Detroit Symphony Orchestra vorgestellt. Am 15. Dezember 1918 konzertierte er als Solocellist mit dem Detroit Symphony Orchestra und dem Dirigenten Ossip Gabrilowitsch beim 1. Cellokonzert von Camille Saint-Saëns. 1918/1919 spielte er auch im Rivoli Theater Orchestra am Broadway in New York City.  Bis 1925 war er erster Cellist des Detroit Symphony Orchestras und neben den Geigern Ilya Scholnik, William Grafing King und dem Bratscher Clarence Evans, später Herman Kolodkin, Mitglied des Detroit Symphony String Quartets, das durch die Harfenistin Ostrowska zum Detroit Detroit Symphonique Ensemble ergänzt wurde.

### 1926 bis 1940 Zeit als Violoncellodozent und Konzerttätigkeit
1926 wurde er Dozent in der Celloabteilung des Konservatoriums in Miami. Im September 1928 wurde er Leiter der Celloabteilung und der Abteilung Kammermusik am Michigan State Institute of Music der Michigan State University. Abas übernahm auch die Leitung der Celloabteilung des Michigan State College. Am 12. Januar 1929 heiratete er die Pianistin und Cembalistin Vivian Trivette Parke. Ihr Sohn Leonard Parke studierte bei Abas in Detroit Violoncello. Zusammen traten sie, ergänzt durch andere Musiker, als Philip Abas Ensemble auf. In diesem Rahmen spielte Abas neben dem Violoncello auch Viola da Gamba. Oft trugen sie bei ihren Konzerten historische Kostüme.  Während dieser Zeit konzertierte Abas in Kansas und Nebraska. In den 1930ern unterrichtete er am Kansas State Teachers College in Emporia in Kansas.

### 1940 bis 1946 Letzte Jahre in Kalifornien
In den 1940ern ließ er sich in Santa Barbara in Kalifornien nieder. Hier dirigierte er den Tri-County-Chorus. Ein Sohn fiel im Zweiten Weltkrieg. Abas starb am 10. September 1945 in Colorado Springs an einem Herzinfarkt.
Die Cellisten Marcus Adeney, Wynn van Cronk, Arthur Bachmann und Ione Bryce waren seine Schüler.

## Rezeption
Zu Beginn des 20. Jahrhunderts war Philip Abas ein bekannter Cellist. Die The Escanaba Daily Press bezeichnet ihn in ihrer Ausgabe vom 1. Oktober 1924 sogar als one of the three great cellists of the world [einer der drei großen Cellisten der Welt].